# Virginia Hill
Virginia Hill (ur. 26 sierpnia 1916, zm. 24 marca 1966) – zaufana kochanka wielu bossów świata przestępczego (m.in. Joego Adonisa, Franka Costello, Franka Nitti, Tony'ego Accardo) i prawdziwa miłość Bugsy'ego Siegela. Wielokrotna mężatka (m.in. z Joem Epsteinem), miała jedynego syna – Petera Hausera.

## Życiorys
Pełniła rolę bagmanki (z ang. bag – „torba”; man – „człowiek”) – transportowała gotówkę Syndykatu do banków szwajcarskich lub innych rozsianych po całym świecie, a następnie w nich ją deponowała (jako atrakcyjna kobieta nie wzbudzała podejrzeń).
Składała zeznania przed Komisją Kefauvera; zasłynęła z ciętego i pieprznego języka.
To na jej cześć (posługiwała się pseudonimem "Flamingo") jej kochanek Bugsy Siegel nadał nazwę budowanemu hotelowi w Las Vegas – The Flamingo Hotel.
Po śmierci Siegela przeniosła się do Europy (mafia podejrzewała, że wywoziła pieniądze za granicę, które defraudował wcześniej jej kochanek przy budowie hotelu). Lansky skontaktował się telefonicznie z Hill. Po pewnym czasie zwróciła wszystkie zdefraudowane pieniądze.
Popełniła samobójstwo, zażywając pigułki nasenne, w Koppl, niedaleko Salzburga w Austrii. Pochowana jest na cmentarzu Aigen w Salzburgu.